# Censo de la República Dominicana de 2022
El X Censo Nacional de Población y Vivienda de la República Dominicana fue un proceso estadístico llevado a cabo en noviembre de 2022 con el objetivo de recopilar datos sobre la población y las condiciones de vida en el país. Este censo fue realizado por la Oficina Nacional de Estadística (ONE) y representó la décima edición de este ejercicio en la historia del país.

## Antecedentes
Desde su independencia, la República Dominicana ha realizado censos poblacionales en diferentes períodos con el fin de obtener información demográfica y socioeconómica clave para la planificación gubernamental. El censo anterior tuvo lugar en 2010 y reveló una población de aproximadamente 9.4 millones de habitantes.
El censo de 2022 estaba originalmente programado para 2020, pero debido a la pandemia de COVID-19 y otros factores logísticos, se pospuso hasta noviembre de 2022.

## Organización y metodología
El censo de 2022 implementó nuevas tecnologías y metodologías en comparación con censos anteriores. Entre los aspectos más destacados de su ejecución se incluyen:
- Uso de dispositivos electrónicos: Se utilizaron tabletas digitales para recopilar datos, reemplazando los formularios en papel de censos anteriores.
- Cuestionarios ampliados: Se incluyeron preguntas sobre características demográficas, educación, empleo, salud, vivienda y migración.
- Capacitación digital de censistas: Se llevó a cabo un proceso de formación para los censistas, quienes fueron seleccionados y entrenados en el manejo de la tecnología utilizada.

## Desarrollo y cobertura
El censo se realizó entre el 10 y el 24 de noviembre de 2022, aunque en algunos sectores del país se extendió por algunos días adicionales debido a dificultades logísticas y climáticas. Participaron miles de censistas y supervisores que recorrieron todas las provincias del país para garantizar la cobertura total de la población.
El levantamiento de datos enfrentó algunos desafíos, incluyendo resistencia en algunas comunidades, problemas técnicos con los dispositivos electrónicos y la necesidad de realizar recensos complementarios en zonas de difícil acceso.

## Resultados preliminares y finales
Los resultados preliminares fueron publicados en marzo de 2023, indicando que la población de la República Dominicana había alcanzado aproximadamente 10.7 millones de habitantes. También se observó un crecimiento en la urbanización y cambios en la estructura etaria del país.
Los resultados definitivos, publicados en el segundo semestre de 2023, proporcionaron datos detallados sobre la composición demográfica, distribución geográfica, condiciones de vida, empleo y educación en la población dominicana. Estos datos fueron utilizados por el gobierno y otras entidades para el desarrollo de políticas públicas y planificación social y económica.

### Los resultados son los siguientes:

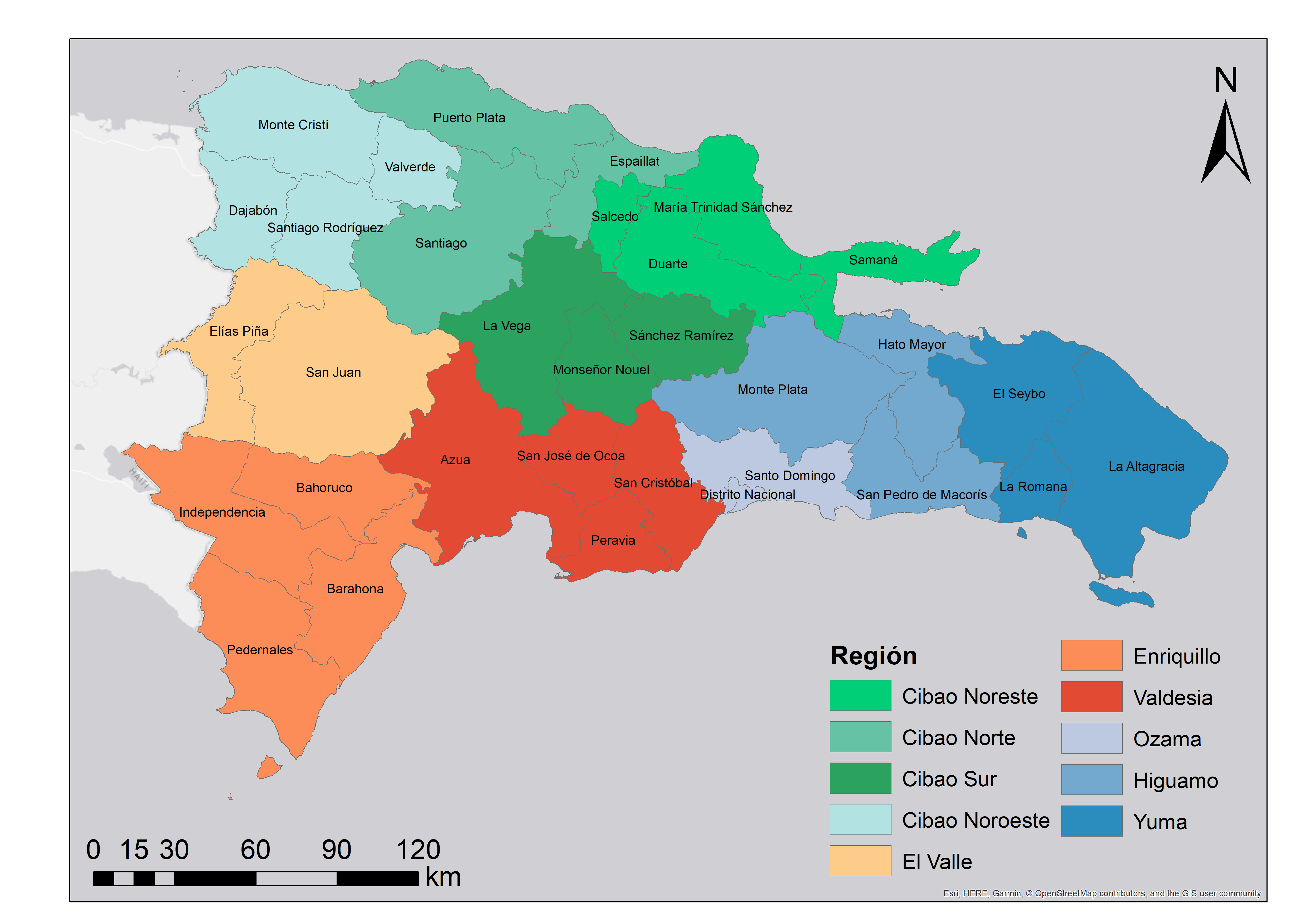
Regiones de la República Dominicana.

| Región               | Población - 2022 | Población - 2022 | Población - 2022 |
| Región               | Total            | Hombres          | Mujeres          |
| -------------------- | ---------------- | ---------------- | ---------------- |
| Cibao Norte          | 1,654,092        | 822,498          | 831,594          |
| Cibao Sur            | 800,908          | 404,876          | 396,032          |
| Cibao Nordeste       | 673,414          | 339,278          | 334,136          |
| Cibao Noroeste       | 447,033          | 227,825          | 219,208          |
| Valdesia             | 967,282          | 481,033          | 486,249          |
| Enriquillo           | 404,667          | 205,510          | 199,157          |
| El Valle             | 549,490          | 282,818          | 266,672          |
| Yuma                 | 833,143          | 415,485          | 417,658          |
| Higuamo              | 642,777          | 318,242          | 324,535          |
| Ozama                | 3,798,698        | 1,831,422        | 1,967,276        |
| República Dominicana | 10,771,504       | 5,328,987        | 5,442,517        |

### Grupo racial autoidentificado
Las respuestas corresponden a la población de 12 años y más.
| Grupo racial (Color de piel) | Grupo racial (Color de piel) | Población | %    |
| ---------------------------- | ---------------------------- | --------- | ---- |
| Indio/a                      | Indio/a                      | 2,946,377 | 34.2 |
| Moreno/a                     | Moreno/a                     | 2,237,370 | 26.1 |
| Blanco/a                     | Blanco/a                     | 1,611,752 | 18.7 |
| Mestizo/a                    | Mestizo/a                    | 665,387   | 7.7  |
| Negro                        | Negro                        | 642,018   | 7.5  |
| Mulatos/a                    | Mulatos/a                    | 330,207   | 3.8  |
| Asiáticos                    | Asiáticos                    | 28,343    | 0.3  |
| Otros                        | Otros                        | 31,802    | 0.3  |
| No sé/no hay respuesta       | No sé/no hay respuesta       | 123,039   | 1.4  |
| Total                        | Total                        | 8,616,295 | 100  |

### Por provincia
| Provincia              | % Negro | % Moreno | % Mestizo | % Mulato | % Indio | % Asiático | % Blanco | Otros |
| ---------------------- | ------- | -------- | --------- | -------- | ------- | ---------- | -------- | ----- |
| Distrito Nacional      | 5.72%   | 20.85%   | 13.33%    | 5.80%    | 27.50%  | 0.42%      | 23.51%   | 0.53% |
| Santo Domingo          | 7.13%   | 29.50%   | 9.40%     | 4.78%    | 31.19%  | 0.37%      | 15.79%   | 0.42% |
| Espaillat              | 5.19%   | 17.79%   | 4.09%     | 2.15%    | 41.82%  | 0.22%      | 26.87%   | 0.20% |
| Puerto Plata           | 6.95%   | 22.96%   | 5.21%     | 2.84%    | 39.50%  | 0.27%      | 20.16%   | 0.43% |
| Santiago               | 5.86%   | 17.25%   | 6.04%     | 2.97%    | 38.82%  | 0.33%      | 26.95%   | 0.38% |
| La Vega                | 4.96%   | 16.95%   | 5.27%     | 2.16%    | 40.01%  | 0.32%      | 28.36%   | 0.51% |
| Sánchez Ramírez        | 5.44%   | 22.65%   | 6.13%     | 4.12%    | 43.21%  | 0.30%      | 16.87%   | 0.16% |
| Monseñor Nouel         | 4.10%   | 18.77%   | 6.56%     | 2.64%    | 40.72%  | 0.37%      | 24.21%   | 0.33% |
| Duarte                 | 4.20%   | 16.84%   | 6.32%     | 3.30%    | 45.45%  | 0.33%      | 22.04%   | 0.38% |
| María Trinidad Sánchez | 6.69%   | 22.11%   | 4.95%     | 2.82%    | 41.61%  | 0.38%      | 19.94%   | 0.26% |
| Hermanas Mirabal       | 3.65%   | 13.96%   | 5.58%     | 2.63%    | 47.99%  | 0.18%      | 24.90%   | 0.22% |
| Samaná                 | 8.36%   | 35.09%   | 5.37%     | 3.39%    | 33.08%  | 0.39%      | 12.97%   | 0.24% |
| Dajabón                | 11.77%  | 21.69%   | 3.63%     | 1.81%    | 41.29%  | 0.39%      | 18.47%   | 0.10% |
| Monte Cristi           | 16.29%  | 18.86%   | 3.08%     | 1.69%    | 40.33%  | 0.20%      | 18.69%   | 0.16% |
| Santiago Rodríguez     | 7.00%   | 11.65%   | 3.77%     | 2.61%    | 44.41%  | 0.62%      | 28.74%   | 0.13% |
| Valverde               | 12.17%  | 17.42%   | 4.82%     | 2.05%    | 37.67%  | 0.33%      | 24.13%   | 0.18% |
| Peravia                | 7.33%   | 28.78%   | 5.20%     | 2.87%    | 35.47%  | 0.25%      | 18.75%   | 0.29% |
| San Cristóbal          | 6.85%   | 40.03%   | 7.36%     | 3.85%    | 29.48%  | 0.36%      | 10.75%   | 0.29% |
| San José de Ocoa       | 10.25%  | 15.43%   | 3.60%     | 1.24%    | 41.20%  | 0.19%      | 26.80%   | 0.26% |
| Baoruco                | 12.39%  | 31.64%   | 7.80%     | 4.35%    | 29.03%  | 0.37%      | 12.99%   | 0.15% |
| Barahona               | 10.49%  | 25.28%   | 5.94%     | 4.25%    | 36.62%  | 0.28%      | 15.62%   | 0.51% |
| Independencia          | 17.19%  | 32.32%   | 4.57%     | 3.96%    | 26.10%  | 0.25%      | 13.08%   | 0.24% |
| Pedernales             | 19.50%  | 27.37%   | 4.42%     | 4.25%    | 27.23%  | 0.36%      | 13.69%   | 0.46% |
| Azua                   | 6.52%   | 32.40%   | 5.71%     | 2.33%    | 33.35%  | 0.15%      | 18.01%   | 0.27% |
| Elías Piña             | 14.39%  | 46.93%   | 4.05%     | 2.30%    | 22.99%  | 0.12%      | 7.96%    | 0.11% |
| San Juan               | 5.27%   | 36.62%   | 7.28%     | 4.18%    | 30.63%  | 0.37%      | 14.13%   | 0.17% |
| El Seibo               | 12.46%  | 27.07%   | 4.73%     | 3.64%    | 38.15%  | 0.24%      | 11.72%   | 0.53% |
| La Altagracia          | 13.04%  | 24.32%   | 8.00%     | 4.45%    | 32.13%  | 0.26%      | 16.09%   | 0.37% |
| La Romana              | 11.14%  | 28.59%   | 10.12%    | 4.21%    | 31.06%  | 0.29%      | 12.95%   | 0.32% |
| San Pedro de Macorís   | 10.06%  | 35.91%   | 8.12%     | 3.07%    | 29.70%  | 0.19%      | 11.69%   | 0.38% |
| Monte Plata            | 7.38%   | 39.40%   | 6.12%     | 3.16%    | 33.59%  | 0.30%      | 8.54%    | 0.31% |
| Hato Mayor             | 8.62%   | 27.79%   | 6.15%     | 2.69%    | 39.03%  | 0.36%      | 13.65%   | 0.43% |